# Sven Hagströmer (landshövding)
Sven Axel Eschelsson Hagströmer, född 29 januari 1877 i Uppsala, död 28 maj 1943 i Stockholm, var en svensk jurist och ämbetsman. Han var landshövding i Blekinge län under perioden 1923–1942.  

## Biografi
Hagströmer blev som huvudman för ätten Hagströmer adelsman efter faderns, professor Johan Vilhelm Hagströmer, död. Han var far till hovrättsrådet Gösta Hagströmer och farfar till fondförvaltaren Sven Hagströmer.
Han blev juris kandidat 1900, hovrättsråd i Svea hovrätt 1912, revisionssekreterare 1915, 1914 tillförordnad och 1917 ordinarie expeditionschef i Justitiedepartementet. 
År 1920 utsågs han till ordförande i Fångvårdsakkunnige och 1923 utnämndes Hagströmer till landshövding i Blekinge län. Han var dock även i fortsättningen intresserad av kriminalvård och fick ansvaret för utredningen Riktlinjer för vinnande av viss koncentration inom det svenska fångvårdsväsendet, som avgavs 1931.